# NGC 4416
NGC 4416 ist eine Balken-Spiralgalaxie mit hoher Sternentstehungsrate vom Hubble-Typ SBc im Sternbild Virgo an der Ekliptik. Sie ist schätzungsweise 59 Millionen Lichtjahre von der Milchstraße entfernt und hat einen Durchmesser von etwa 70.000 Lj. Die Galaxie ist unter der Katalognummer VCC 938 als Mitglied des Virgo-Galaxienhaufens gelistet.

Im selben Himmelsareal befinden sich u. a. die Galaxien NGC 4415, NGC 4434, IC 789, IC 3322.
Das Objekt wurde am 11. April 1825 von John Herschel entdeckt.